# Parafia Zesłania Ducha Świętego w Wałbrzychu
Parafia Zesłania Ducha Świętego w Wałbrzychu – parafia Kościoła Polskokatolickiego w RP, położona w dekanacie dolnośląskim diecezji wrocławskiej. Msze św. celebrowane są w niedzielę o godz. 9:00. 

## Historia
Parafia polskokatolicka Zesłania Ducha Świętego powstała w 1946 i została założona przez polskokatolickich przesiedleńców z okolic Lwowa. We wnętrzu kościoła parafialnego do dzisiaj znajduje się wiele elementów wyposażenia ze zlikwidowanej parafii Polskiego Narodowego Kościoła Katolickiego (od 1951: Kościół Polskokatolicki) w Borysławiu, na obecnej Ukrainie. Była to jedna z pierwszych parafii tego wyznania w tym rejonie kraju. Na samym początku swojego istnienia liczyła 75 wyznawców, a w 1965 – 187 wiernych. Obecnie liczba wiernych jest niewielka, ale parafia działa prężnie.
W kwietniu 1947 poświęcenia kościoła parafialnego dokonał bp Józef Padewski, proboszczem był wtedy ks. Józef Osmólski, a następnie duszpasterstwo prowadzili: ks. Józef Garbala, ks. Edward Gajkoś, ks. Edward Janecki, ks. Józef Kwolek, ks. Roman Krause, ks. prof. Edward Bałakier, ks. Edward Filipin. Od kilkunastu lat urząd proboszcza piastował ks. Mirosław Mosielski, zmarł on 13 stycznia 2013. Od 3 lutego 2013 do 8 lutego 2014 proboszczem parafii był ks. mgr Mariusz Gajkowski. Obecnie obowiązki duszpasterskie sprawuje ks.Kropielnicki.